# 谷川俊博
谷川 俊博（たにかわ としひろ、1957年3月29日 - ）は、日本の政治家。香川県綾歌郡宇多津町長（4期）。香川県広域水道企業団副企業長、宇多津町議会議長を歴任。

## 来歴
香川県宇多津町出身。1975年 (昭和50年)、香川県立坂出商業高等学校卒業。1980年、大阪学院大学商学部卒業。
同年4月、中讃農業共済組合就職。
1999年 (平成11年)、宇多津町議会議員初当選。副議長就任。2003年、町議2期目当選。議長就任。2007年、町議3期目当選。

### 2010年宇多津町長選挙
2010年10月、宇多津町長選挙に立候補。現職との一騎打ちを制し初当選。
※当日有権者数：13,372人 最終投票率：58.23%（前回比：+25.12pts）
| 候補者名 | 年齢 | 所属党派 | 新旧別 | 得票数  | 得票率 | 推薦・支持 |
| -------- | ---- | -------- | ------ | ------- | ------ | ---------- |
| 谷川俊博 | 53   | 無所属   | 新     | 4,351票 | 56.34% |            |
| 谷川実   | 72   | 無所属   | 現     | 3,372票 | 43.66% |            |

### 2014年宇多津町長選挙
2014年10月、宇多津町長選挙に2期目出馬。新人との一騎打ちを制し再選。
※当日有権者数：13,618人 最終投票率：48.13%（前回比：-10.10pts）
| 候補者名 | 年齢 | 所属党派 | 新旧別 | 得票数  | 得票率 | 推薦・支持 |
| -------- | ---- | -------- | ------ | ------- | ------ | ---------- |
| 谷川俊博 | 57   | 無所属   | 現     | 4,390票 | 68.42% |            |
| 平田景子 | 49   | 無所属   | 新     | 2,026票 | 31.58% |            |

 2018年4月、香川県町村会会長就任。同年7月、香川県広域水道企業団副企業長就任。

### 2018年宇多津町長選挙
2018年9月、宇多津町長選挙に3期目出馬。3人での争いを制し3選。
※当日有権者数：人 最終投票率：44.27%（前回比：-3.86pts）
| 候補者名   | 年齢 | 所属党派 | 新旧別 | 得票数  | 得票率 | 推薦・支持 |
| ---------- | ---- | -------- | ------ | ------- | ------ | ---------- |
| 谷川俊博   | 61   | 無所属   | 現     | 3,900票 | 62.21% |            |
| 大松喜次郎 | 66   | 無所属   | 新     | 2,232票 | 35.60% |            |
| 松山孝平   | 70   | 無所属   | 新     | 137票   | 2.19%  |            |

2022年9月、宇多津町長選挙に4期目出馬。無投票当選。